# Monte Cavallo (Belluneser Alpen)
Der Monte Cavallo (ital. Cimon del Cavallo) ist ein 2251 m s.l.m. hoher Berg in den Friauler Dolomiten, der einen weiten Blick über die oberitalienische Tiefebene bietet – bei klarer Sicht auch bis zur Adria. Nahe der Forcella Lastè liegt die Schutzhütte Rifugio Carlo e Massimo Semenza (2020 m s.l.m.).
Oft wird der Monte Cavallo auch zu den Karnischen Alpen gerechnet.

## Anstieg
Von der Alm Pian Lastre auf Steig Nr. 926 zum Rif. Semenza (2020 m s.l.m.) (alternativ von Piancavallo, Sportzentrum über Wandersteig 924 zur Hütte). Über die Forcella Lastè und den Nordgrat zum Gipfel. Mit dem Sentiero Zanichelli-Stefanelli ist eine Überschreitung des Cimon del Cavallo und des Cimon del Palatina möglich (Klettersteig).